# جاك سميث (لاعب كرة قدم بريطاني)
جاك سميث (بالإنجليزية: Jack Smith)‏ (27 ديسمبر 1994 في المملكة المتحدة - ) هو مدرب كرة قدم ولاعب كرة قدم بريطاني في مركز الهجوم. لعب مع نادي سانت ميرين ونادي إيست فيف وEast Kilbride F.C. ‏ ونادي اربوراث ونادي غرينوك مورتون.

## وصلات خارجية
- جاك سميث على موقع قاعدة بيانات كرة القدم.إي يو (الإنجليزية)
- جاك سميث على موقع Soccerbase.com (لاعب) (الإنجليزية)
- جاك سميث على موقع Soccerway.com (الإنجليزية)